# Pterocheilus perpunctatus
Pterocheilus perpunctatus är en stekelart som beskrevs av Giordani Soika 1970. Pterocheilus perpunctatus ingår i släktet palpgetingar, och familjen Eumenidae. Inga underarter finns listade i Catalogue of Life.